# Галун (елемент оздоблення)

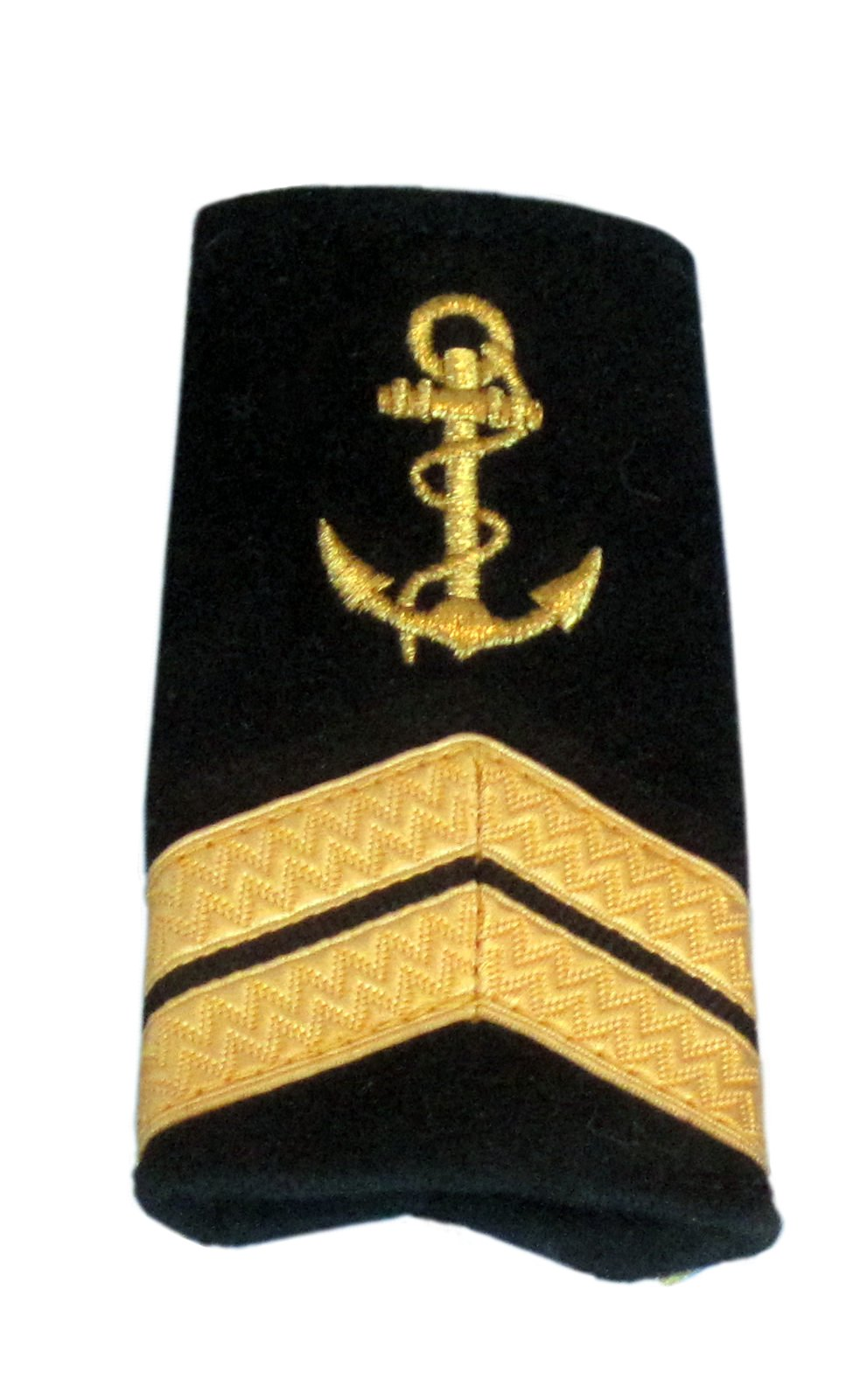
Галун на погоні

Галу́н, діал. гало́н, заст. ґальо́н, ґалу́нок (від фр. galon) — тасьма, або стрічка, пов'язка, обшивка, облямівка, яка вишита золотими, срібними, канительними (мідними, олов'яними) нитками.
Галун використовується в оздобленні військової і поліцейської уніформи, мундирів, церковного одягу, в якісних обробках на текстилю, портьєрах та в інших предметах одягу і в оздобленні меблів.
Оздоблення з галуну поширені і в традиційному святковому одягу. Словом «ґальо́нка» («ґалу́нок») називався дівочий головний убір зі смуги галуну.